# The Death of a Dictionary
The Death of a Dictionary – album amerykańskiej grupy rockowej Public Affection, nim ta przyjęła nazwę Live. Wydany został 17 sierpnia 1989 roku. Album został wydany tylko na kasecie magnetofonowej. Utwory 1-5 zostały nagrane na stronie A; utwory 6-10 zostały nagrane na stronie B.

## Lista utworów
1. "Saviour for a Day" - 4:24
2. "Who Put the Fear in Here?" - 2:53
3. "Good Pain" - 4:38
4. "Morning Humor" - 3:42
5. "Paper Flowers" - 3:48
6. "The Hands of a Teacher" - 3:55
7. "Sister" - 2:55
8. "Raising a Man" - 4:15
9. "Libra" - 2:15
10. "Ball and Chain" - 2:11